# Bandera de la Argentina
La bandera nacional de Argentina es, junto con el escudo nacional, el himno nacional y la escarapela, uno de los cuatro símbolos nacionales de ese país. Su creación corresponde a Manuel Belgrano, quien la diseñó con los colores celeste y blanco de la escarapela nacional; si bien más tarde tuvo algunas modificaciones, y siendo su fecha de fallecimiento el 20 de junio, el día de la bandera argentina. Fue enarbolada por primera vez en Rosario, el 27 de febrero de 1812:

Siendo preciso enarbolar bandera y no teniéndola, mandela hacer blanca y celeste, conforme a los colores de la escarapela nacional. Espero que sea de la aprobación de V.E.
Manuel Belgrano. Oficio al Primer Triunvirato.

El Gobierno de las Provincias Unidas desautorizó el acto. No obstante, la enseña fue jurada solemnemente el 13 de febrero de 1813 en las márgenes del actual río Juramento (actual provincia de Salta) por el Ejército del Norte bajo el mando de Manuel Belgrano, como parte de la ceremonia de juramento de lealtad a la Soberana Asamblea General Constituyente del Año XIIl. Días después, el 20 de febrero de 1813, flameó por primera vez en combate, durante la batalla de Salta, como representación de las Provincias Unidas del Río de la Plata, obteniendo una victoria total frente al Ejército realista. El diseño definitivo de la bandera oficial lo estableció el Congreso de Tucumán el 26 de julio de 1816.

## Descripción

### Franjas
Se encuentran tres franjas de proporciones 1:1:1, siendo la inferior y la superior de color celeste y la central de color blanco. 

### Sol
En el centro de la bandera, en la franja blanca, se encuentra un sol, llamado Sol de Mayo, el cual es de color amarillo y un borde marrón. Tiene 32 rayos, 16 rectos y 16 ondulados simétricamente. 
En 16 de agosto de 1985, la Ley 23.208 sobre Símbolos Patrios eliminó la existencia de las dos banderas y decretó que la única bandera argentina es la que lleva el sol. Es así como hoy la figura del sol aparece en el centro de la bandera donde sea que esté flameando.
La Ley 23.208, además, establece el derecho de uso como Bandera Oficial de la Nación para el Gobierno nacional, los gobiernos provinciales, el de la Ciudad Autónoma de Buenos Aires, las municipalidades y comunas, las reparticiones oficiales, los particulares y las instituciones civiles.
Finalmente, con motivo de las celebraciones del bicentenario de la Revolución de Mayo, el Decreto 1650/2010 fijó sus medidas, características de la tela, colores y accesorios, es decir, los parámetros a los que debe adecuarse todo ejemplar de uso oficial.

### Normativa de diseño

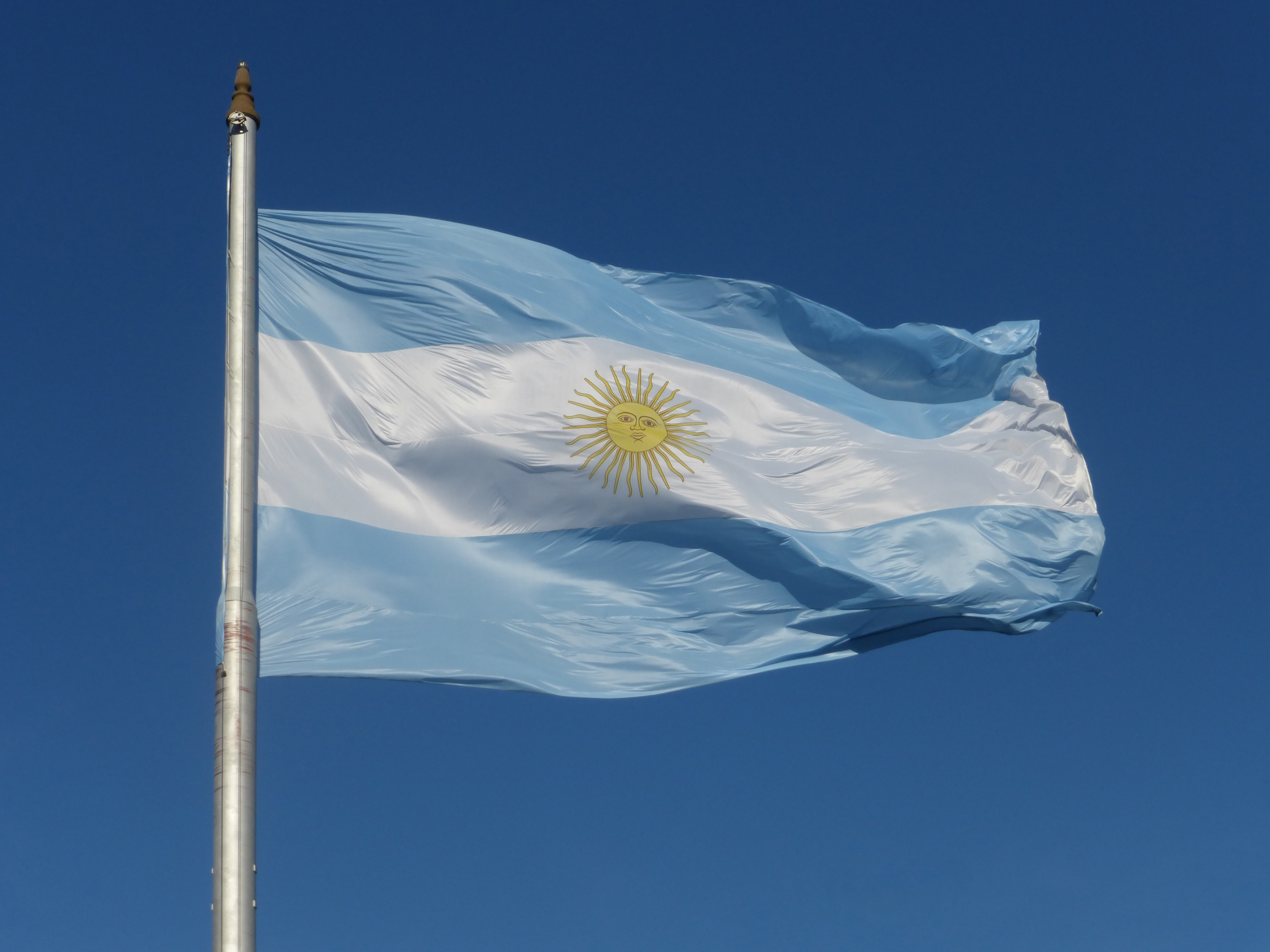
Bandera argentina ondeando en el mástil de la Casa Rosada.

Entre 2002 y 2004 una serie de normas IRAM estableció las características de las banderas argentinas, incluyendo sus colores. Por un Decreto Presidencial N.º 1650 del 23 de noviembre de 2010 (año del Bicentenario de Argentina) se oficializó la norma para el diseño y los colores de la bandera argentina fijados anteriormente por las cuatro normas IRAM establecidas entre 2002 y 2004, este decreto concuerda con el de 1944 que estableció a la bandera creada por Manuel Belgrano en cuanto Bandera Nacional Argentina.
La iniciativa de este decreto fue propuesta por Daniel Adrián Lodi, quien dio comienzo al proceso de normalización de las banderas oficiales en Argentina.
Así el diseño de la bandera argentina está normalizado por las siguientes normas IRAM:
- IRAM-DEF D 7679: 2002 Bandera Argentina de ceremonia: características
- IRAM-DEF D 7677: 2002 Bandera Argentina de izar: características
- IRAM-DEF D 7675: 2003 Bandera Argentina de ceremonia: accesorios
- IRAM-DEF D 7674: 2004 Bandera Argentina: características de su confección

Basándose en los diseños originales y tradicionales, oficialmente se establece que la bandera argentina de uso ceremonial o la que se enarbola en establecimientos oficiales debe tener 1,40 m de longitud y 0,90 m de altura (es decir, una proporción de 9/14), el diámetro del sol es la 5/6 parte de la altura de la franja blanca. El rostro figurado del sol es 2/5 de su altura.
Tales proporciones se corresponden con las que se usan teniendo como referencia al mástil: la bandera argentina tiene un ancho que es de al menos 1/5 de la altura del mástil, y una longitud de 1,6 veces su ancho (según la proporción áurea). El ancho de cada una de las tres franjas es de 1/3 del ancho total. El diámetro del sol es de (ancho/9)x 2,5 y el rostro del sol es de 1/9 del ancho total de la bandera.
Los colores oficiales son el cerúleo (azul celeste) para las franjas superior e inferior, el blanco para la franja central, el amarillo dorado para el sol, y el castaño para los detalles oscuros en el rostro del sol. Estos colores se establecen en coordenadas CIELab. La siguiente tabla muestra dichos colores asimilados a RGB y Pantone:
| Denominación: | Denominación: | Amarillo dorado | Cerúleo     | Castaño       | Blanco      |
| Web:          | RGB (dec.):   | 252-191-73      | 117-170-219 | 132-53-17     | 255-255-255 |
| Web:          | RGB (hex.):   | FCBF49          | 75AADB      | 843511        | FFFFFF      |
| Pantone:      | Textil:       | 14-1064TC       | 16-4132TC   | 18-1441TC     |             |
| Pantone:      | Gráfico:      | 1235C o 116U    | 284C o 284U | 1685C o 1675U |             |
| Pantone:      | Plástico:     | Q03021          | Q30041      | Q12024        |             |

### Simbolismo de los colores en la bandera
El significado de los colores de la bandera es discutido. Algunas opiniones sostienen que el blanco representa la plata (en alusión al nombre poético del territorio; Argentina), mientras que las franjas celestes pueden representar el cielo o bien las aguas del Río de la Plata. Otras, consideran que los colores representan al manto de la Virgen María, en su advocación de Inmaculada Concepción, o bien el Escudo de Buenos Aires.Sin embargo, no hay ninguna evidencia que apoye estas interpretaciones. Según el propio Belgrano, proviene de la escarapela creada días antes, la cual lucía los colores celeste y blanco de la Casa de Borbón española, a su vez tomados del manto de la Inmaculada. Las tropas patriotas, en efecto, reivindicaban su fidelidad al rey ausente.
En cuanto al sol del centro, añadido por el Congreso de Tucumán, y usado hasta la segunda mitad del siglo XX solamente en la bandera mayor o de guerra, representa al Inti de los incas, el dios solar andino. Esto reivindicaba al desaparecido Tahuantinsuyu, visto por los patriotas como un antecedente de su libertad, y se relacionaba con el proyecto de coronar a un descendiente de los incas como soberano de las Provincias Unidas.

## Historia

### Antecedentes

Escarapela argentina.

La tradición considera que la escarapela argentina surgió, por lo menos, entre los días 23 y 25 de mayo de 1810. En esas fechas de la Revolución de Mayo, los patriotas llamados "chisperos" (apodo despectivo puesto por los realistas que querían seguir subordinados a España), cuyos jefes más notorios eran Domingo French y Antonio Luis Beruti, repartían cintas entre los adherentes a la liberación. Hay quienes suponen que eran blancas con la figura del rey depuesto, y celestes y blancas como los colores que identifican, incluso en la actualidad, a la dinastía de los borbones, reconocidos entre los partidarios de una monarquía limitada por una carta constitucional y un parlamento (monarquía constitucional o liberal).

Escarapelas utilizadas en los primeros años de las Provincias Unidas del Río de la Plata.

En 1812, las tropas a las órdenes de Manuel Belgrano comenzaron a utilizar una escarapela bicolor azul celeste y blanco. El mismo Belgrano expresó en un informe oficial que no usaba el rojo "para evitar confusiones", ya que los ejércitos realistas (es decir, los contrarios a la independencia) utilizaban ese color. El 13 de febrero de 1812, Belgrano propuso al gobierno la adopción de una escarapela nacional para los soldados y diez días después la adoptó, luego de que el 18 de febrero de 1812 la Junta declarara abolida la escarapela roja y reconociera la blanca y celeste.

Este será el color de la nueva divisa con que marcharán al combate los defensores de la Patria
Manuel Belgrano, 13 de febrero de 1812

Recién cuatro años más tarde, el 20 de julio de 1816, el Congreso de Tucumán consagró definitivamente el pabellón celeste y blanco.

### La bandera
El 27 de febrero de 1812, Belgrano estableció dos baterías de artillería en ambas orillas del río Paraná, próximas a la entonces pequeña población conocida como Villa del Rosario (la actual ciudad de Rosario). En esa misma fecha, hacia las 18:30, y en solemne ceremonia, Belgrano dispuso que fuera por primera vez enarbolada una bandera de su creación (se presume que de dos franjas horizontales, blanca la superior y celeste la inferior).

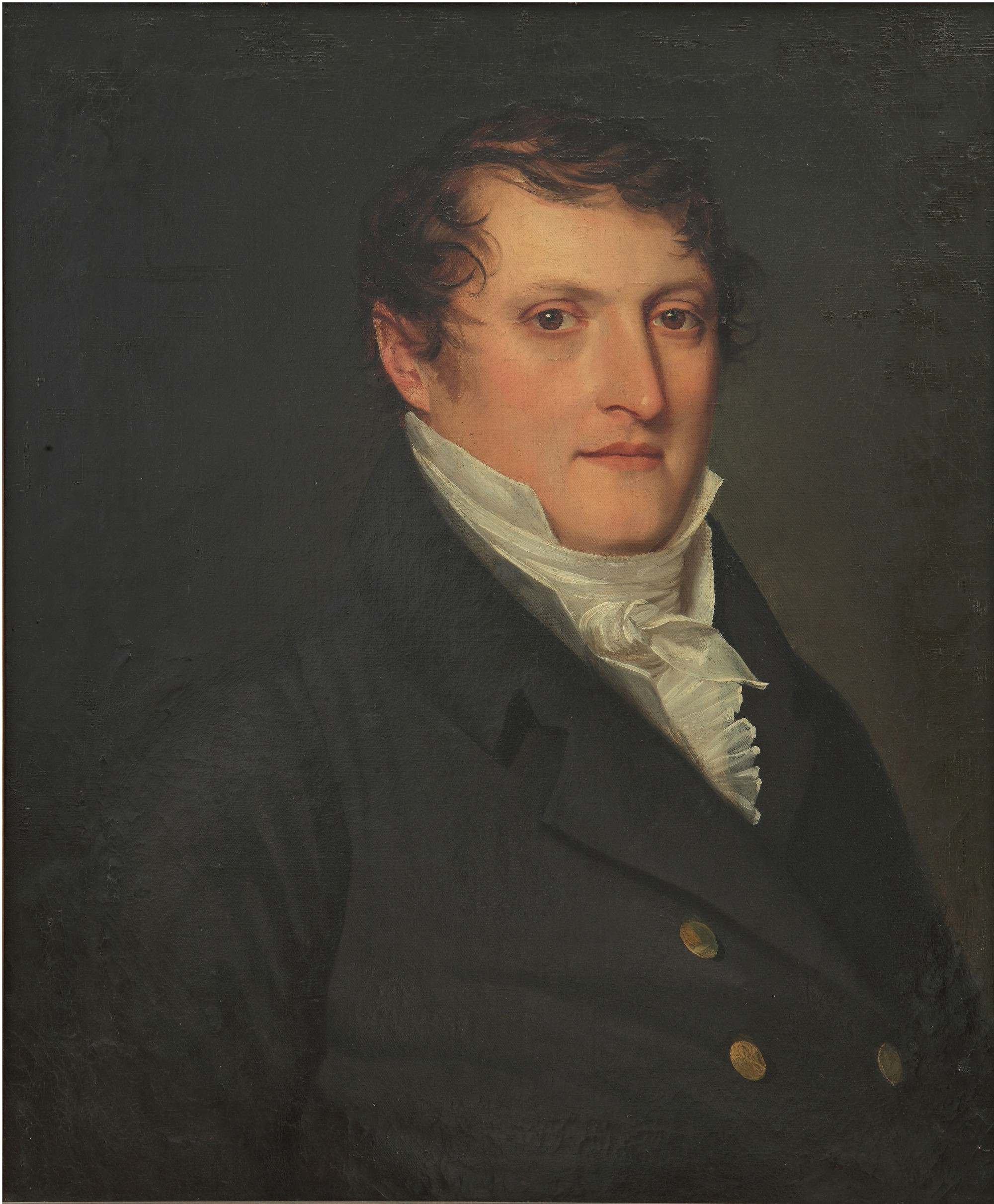
Manuel Belgrano.

La tradición oral de los pobladores locales, testigos del hecho, señala que esa primera bandera izada por Belgrano fue confeccionada por la vecina de Rosario de nombre María Catalina Echevarría de Vidal. Ante el ejército reunido, Belgrano exclamó:

"Soldados de la Patria: En este punto hemos tenido la gloria de vestir la escarapela nacional que ha designado nuestro Excmo. Gobierno: en aquél, la batería de la Independencia, nuestras armas aumentarán las suyas; juremos vencer a nuestros enemigos interiores y exteriores y la América del Sud será el templo de la Independencia, de la unión y de la libertad. En fe de que así lo juráis, decid conmigo ¡Viva la Patria!",
Manuel Belgrano, proclama a las tropas, Rosario, 27 de febrero de 1812.

Apenas recibida la noticia del izamiento, el 3 de marzo de 1812, el gobierno de las Provincias Unidas (Primer Triunvirato) prohibió  al general Belgrano utilizarla, por razones de política internacional, ordenándole que la ocultara disimuladamente y que la reemplazase por la usada en la Fortaleza de Buenos Aires (la española rojigualda). Como Belgrano partió hacia el norte para hacerse cargo del Ejército del Norte, no tomó conocimiento de la orden de desechar la bandera. Luego de avanzar a San Salvador de Jujuy, el 25 de mayo de 1812 celebró el segundo aniversario de la Revolución de Mayo con un Te Deum en la iglesia matriz, durante el cual el canónigo Juan Ignacio Gorriti la bendijo. El 29 de mayo Belgrano informó al gobierno:

(...) el pueblo se complacía de la señal que ya nos distingue de las demás naciones (...)

Bandera izada por Belgrano en 1812.

El Triunvirato amonestó por ello a Belgrano el 27 de junio de 1812, quien contestó el 18 de julio diciendo:

La guardaré silenciosamente para enarbolarla cuando se produzca un gran triunfo de nuestras armas.

El 24 de julio la entregó al Cabildo de Jujuy. El triunfo lo obtuvo él mismo el 24 de septiembre de 1812 en la batalla de Tucumán.
En enero de 1813 Belgrano volvió a confeccionar otra bandera, la cual fue aceptada por la Asamblea del Año XIII al iniciar sus deliberaciones el 31 de enero de 1813, siempre y cuando fuera únicamente usada como bandera del Ejército del Norte y no del estado.
El 13 de febrero de 1813, después de cruzar el río Pasaje (desde entonces llamado también  Juramento), el Ejército del Norte prestó juramento de obediencia a la soberanía de la Asamblea del Año XIII.

Cumpliendo con lo que nuestra Excelencia me ordena con fecha 1° del corriente, procedí este día a prestar el reconocimiento y competente juramento de obediencia a la soberana representación de la Asamblea Nacional bajo la solemnidad respetuosa de las armas a mi mando, y según la fórmula que V.E. me prescribe. El acto creo haber sido uno de los más solemnes que se han celebrado en toda la época de nuestra feliz revolución. La bandera del Ejército fue conducida por el Mayor General D. Eustoquio Díaz Vélez, a quien llevábamos en medio el Coronel Don Martín Rodríguez y yo escoltados de una compañía de granaderos que marchaba al són de música. Formando el Ejército en cuadro, se situó en medio dicho Mayor General con la bandera, proclamé al ejército, anunciándole la nueva que motivaba aquel acto, e hice leer en voz alta el oficio circular de V.E. e impreso adjunto. Inmediatamente presté, por mi parte, el juramento a presencia de las tropas, y bajo la fórmula prescripta, ante el Mayor General, quien lo ejecutó del mismo modo ante mí. Continuaron después los coroneles y comandantes del ejército y, concluido el juramento de éstos, interrogué bajo la misma fórmula a todos los individuos que formaban el cuadro, quienes con sus expresiones y la alegría de sus semblantes, manifestaban la sinceridad de sus promesas y el júbilo que había causado en todos, el logro de sus justos deseos. Colocando después, el Mayor General, su espada en cruz con la asta bandera, todas las tropas en desfilada, la fueron besando de uno en uno, y finalizado éste acto, volvió el mismo Mayor General con la bandera hasta el lugar de mi alojamiento a la cabeza de todos los cuerpos, que le seguían a són de música. Yo no puedo manifestar a V.E. cuanto ha sido el regocijo de las tropas y demás individuos que siguen a éste ejército: una recíproca felicitación de todos por considerarse ya revestidos con el carácter de hombres libres, y las más ardientes y reiteradas protestas de morir antes de volver a ser esclavos, han sido las expresiones comunes con que han celebrado tan feliz nueva y que deben afianzar las esperanzas de cimentar, muy en breve, el gran edificio de nuestra libertad civil.

Recientemente este acontecimiento ha sido reconocido como trascendente por los historiadores:

...[L]o ocurrido el 13 de febrero de 1813 posee mayor significación porque éste es el momento en que nace, de hecho, la bandera nacional, ininterrumpidamente enarbolada en lo sucesivo y expresamente reconocida por el Congreso de Tucumán como la única enseña de los argentinos. ... aquella ceremonia del 13 de febrero de 1813 a orillas del Pasaje consistió en la solemne y definitiva incorporación al Ejército del Norte de la bandera ideada por Belgrano –sin que aún podamos afirmar cuál era en aquella oportunidad la distribución de sus colores, ante la cual jefes, oficiales y soldados juraron obediencia a la Asamblea del Año XIII- y dentro de la historia patria tiene mayor jerarquía que todas las otras vinculadas con el pabellón argentino, por cuanto recién en este momento alcanza nuestra bandera el carácter de símbolo de las Provincias Unidas.

El 20 de febrero de 1813 se libró la Batalla de Salta, en la cual Belgrano logró un triunfo completo. Esta es la primera batalla que fue presidida por la bandera celeste y blanca, como bandera del Ejército del Norte. Concluida la batalla de Salta la bandera fue colocada en el balcón del Cabildo por Eustoquio Díaz Vélez y los trofeos apoderados de los realistas ubicados en la Sala Capitular.
Díaz Vélez, nombrado gobernador militar de la Intendencia de Salta del Tucumán, fue la primera autoridad salteña en utilizar la bandera celeste y blanca.

Es bueno recordar que Eustoquio Díaz Vélez la expondrá luego en el cabildo para manifestar que la Nación que se gestaba se instalaba definitivamente en el hoy noroeste argentino.

Fue usada durante la Segunda expedición auxiliadora al Alto Perú hasta la batalla de Ayohúma el 13 de noviembre de 1813.
La bandera fue adoptada oficialmente como símbolo de las Provincias Unidas del Río de la Plata el 20 de julio o 25 de julio de 1816 por el Congreso General Constituyente de San Miguel de Tucumán. Es el mismo Congreso que había proclamado el 9 de julio de 1816 la Independencia argentina. En dicho Congreso participaron diputados que representaron a Tarija y otras zonas al norte de Argentina, actual Bolivia. En esa sesión se confirmó el uso de la bandera creada por Manuel Belgrano como la única bandera de las Provincias Unidas del Río de la Plata. Esta bandera es la que la República Argentina recibió en herencia.
La primera bandera argentina constaba de un cuadro celeste cosido a un cuadro blanco de igual tamaño (las medidas son imprecisas, pues estas banderas eran elaboradas por militares en servicio en circunstancias a veces adversas que no permitían tomar tanto tiempo en la elaboración de un distintivo). Se cambió paulatinamente al diseño de fajas horizontales debido a que en ocasiones las banderas eran de tamaños desproporcionados y debían izarse de formas distintas.

### Sol de Mayo

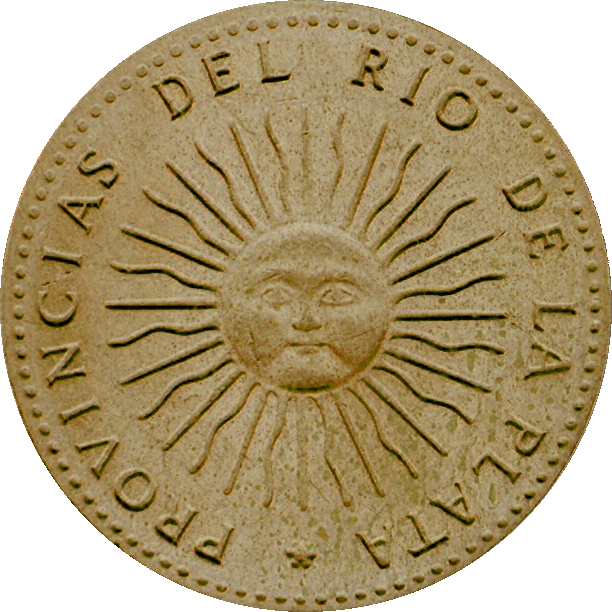
Sol de Mayo en la primera moneda del Río de la Plata

Posteriormente, en 1818, el Director Supremo de las Provincias Unidas del Río de la Plata Juan Martín de Pueyrredón definió a la bandera mayor, incluyéndole el Sol de Mayo (o Sol Incaico), que representa a la Revolución de Mayo -gestada en la nubosa y lluviosa jornada llevada a cabo en la ciudad de Buenos Aires, el 25 de mayo de 1810, en que asomó el sol en el cenit dando comienzo al proceso de independencia del Virreinato del Río de La Plata del Reino de España- y al dios del sol inca, Inti que es un sol figurado con rostro humano, de color oro amarillo con treinta y dos rayos: 16 flamígeros apuntando o «girando» en sentido horario, y 16 rectos colocados alternativamente, según diseño de la primera moneda argentina -la moneda de oro de ocho escudos y de la de plata de ocho reales- que fue aprobada por la Ley de la Asamblea General Constituyente de 13 de abril de 1813. Este diseño del sol se debió al orfebre cusqueño Juan de Dios Rivera Túpac-Amaru (1760-1843, apodado el Inca, ya que era descendiente de una ñusta [princesa incaica]), quien adoptó el símbolo del Inti o Sol inca como emblemático de la nación argentina. Manuel Belgrano aceptó este añadido. Este sol aparece en el centro de la bandera que tenía el color basado en un azul más oscuro.

### Banderas de Macha

Una de las banderas de Macha, que fue adoptada como la Bandera de la Provincia de Tucumán en 2010.

Existieron varios diseños de la bandera durante los primeros años de la gesta independentista. La primera de todas, que consistía de solo dos franjas, la superior de color blanco y la inferior de celeste, fue confeccionada por María Catalina Echevarría, una argentina de origen vasco nacida en Rosario, bajo la supervisión de Manuel Belgrano. La tarea artesanal fue llevada a cabo durante el transcurso de 5 días, en los cuales se cosieron los paños utilizando hilos dorados. Otro ejemplo de un diseño temprano son las llamadas "banderas de Macha" una de las cuales constaba de dos franjas horizontales blancas en los extremos y una franja celeste en el medio. Ambas fueron encontradas en la iglesia parroquial de la localidad actualmente boliviana de Macha. Tales banderas datan de fines de 1812 y eran las usadas por las tropas patriotas directamente comandadas por Belgrano. La segunda bandera de Macha es ya prácticamente el mismo diseño que el adoptado por José Artigas (aunque sin el festón punzó), es decir, el que, ya con el sol, se estableció en 1818. Los colores de las banderas de Macha son en efecto blanco y azul celeste, aunque desteñidos por la acción del tiempo y el clima.

### Otras banderas

Bandera Nacional de Nuestra Libertad Civil, donada por Belgrano al cabildo de Jujuy.

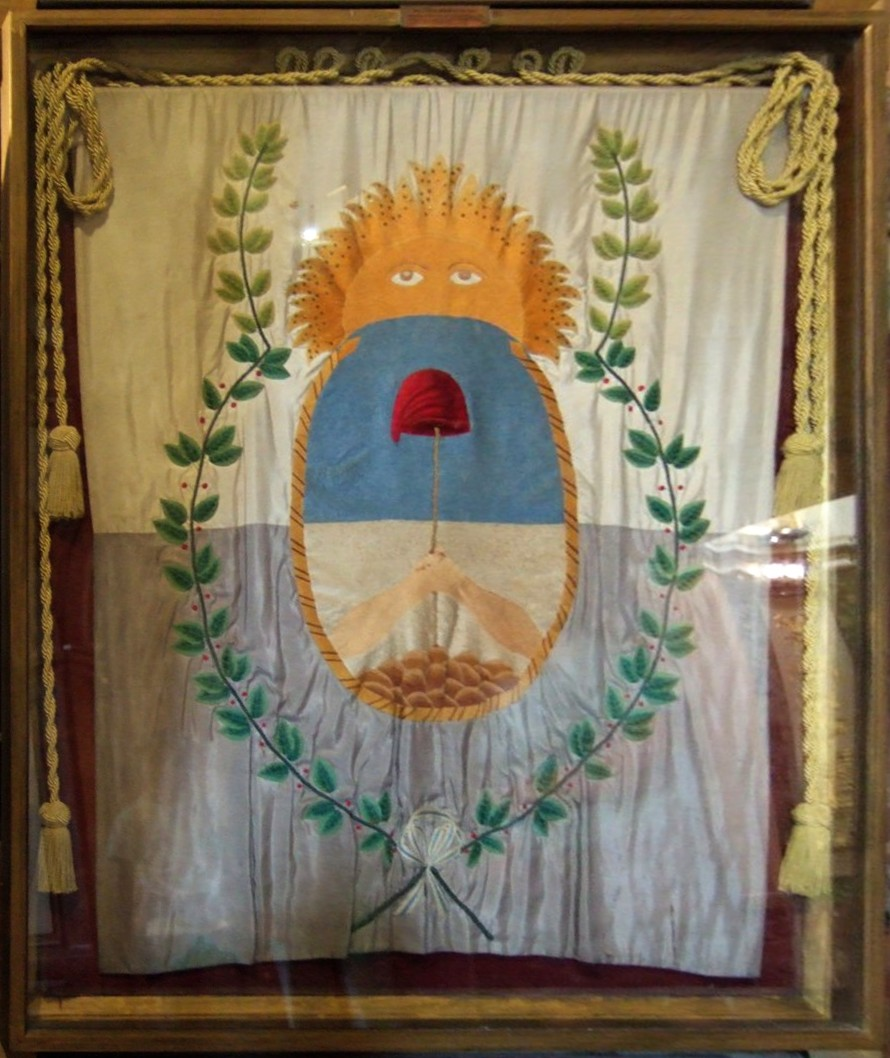
Bandera del Ejército de Los Andes (réplica, original: 1817).

El 25 de mayo de 1813, el general Manuel Belgrano donó al pueblo de Jujuy una bandera con el escudo de la Asamblea del Año XIII: la Bandera Nacional de Nuestra Libertad Civil. En el documento de donación, Belgrano estableció que la bandera fue creada por él y que la donó al pueblo de Jujuy

para que la conservara con el honor y valor que habían manifestado los dignos hijos de esta ciudad y su jurisdicción que habían servido en mi compañía en las acciones de 24 de septiembre y 20 de febrero último.

Esto ha provocado un equívoco, ya que durante un tiempo se supuso que se trataba de la primera bandera nacional argentina. El 29 de noviembre de 1994, se sancionó la Ley Provincial N.º 4816 que designó a esta bandera como la Bandera de la provincia de Jujuy. 
El 29 de abril de 2015, se sancionó la Ley Nacional 27134 que reconoció a la Bandera Nacional de Nuestra Libertad Civil como Símbolo Patrio Histórico. En el artículo 6° de esta ley se estipula:

La Nación Argentina reconoce con gratitud los esfuerzos del pueblo de la provincia de Jujuy, que cumplió cabalmente con el legado belgraniano, preservando hasta la actualidad la bandera que el prócer le confió en la histórica jornada del 25 de mayo de 1813.

Por su parte en 1817 José de San Martín, inspirado por Belgrano, hizo confeccionar para el Ejército de los Andes, creado para continuar con la campaña emancipadora, la llamada Bandera de Los Andes, cuyo diseño es el que adoptó la provincia de Mendoza para su bandera.

### Bandera federal

Bandera de Artigas usada por la Liga de los Pueblos Libres

José Gervasio Artigas, el primer adalid del federalismo rioplatense adoptó la bandera de Manuel Belgrano, de modo que en el protocongreso de la independencia argentina realizado en 1815 en la ciudad entrerriana de Concepción del Uruguay (llamado Congreso de Oriente), la Liga Federal (o Unión de Los Pueblos Libres) declaró como bandera de la liga a la creada por Belgrano, con el añadido de un festón punzó en diagonal (color emblemático del federalismo argentino). Esa bandera es la actual bandera de la provincia de Entre Ríos y uno de los símbolos nacionales de Uruguay, la bandera de Artigas, sin embargo de que ambas difieren actualmente en la intensidad del color, siendo azul la usada en Uruguay y celeste la usada en Entre Ríos, difiriendo también en el ancho de la franja roja.
En la década de 1930, una ley estableció el color de las franjas celestes: "como el color del cielo cuando comienza a amanecer", pero, pese a la constitución federalista —predominando incluso en los gobiernos la facción "unitaria"— se interpretó que tal color era el celeste desvaído (usado por los "unitarios") que todavía en la actualidad aparece en algunas representaciones de la bandera de los argentinos, si bien ha tendido y tiende a imponerse el azul celeste original que indicó Manuel Belgrano.
Pese a la dispersión respecto de los colores de la bandera, un decreto de 1944 estableció finalmente que el pabellón argentino tenía los colores "celeste y blanco".
En agosto de 1985, el parlamento argentino promulgó una ley en donde el Sol de Mayo (o llamado también "Sol de Guerra") debía figurar en todas las banderas argentinas. Esto quiere decir que la bandera con sol ya no es exclusiva de organismos oficiales, buques y edificios de las Fuerzas Armadas. Un particular puede acceder a una bandera con sol, así como empresas privadas (bancos, shoppings, hipódromos, etc.). Antes de esta ley, "la bandera con sol" solo era utilizada en instituciones oficiales, de ahí que muchas personas sigan creyendo equivocadamente que existen dos tipos de banderas diferentes, una militar y otra civil. El uso de la bandera, sin sol, actualmente queda para adorno de fachadas de edificios, vehículos y comercios.
Con motivo del fallecimiento de Manuel Belgrano el 20 de junio de 1820, se ha establecido dicha fecha como Día de la Bandera en conmemoración del prócer.

### Unificación de la bandera argentina en 1985
Durante décadas en la Argentina se utilizaron dos banderas simultáneamente. Una bandera celeste y blanca con el sol en su centro llamada “Bandera Oficial de la Nación” o “bandera de guerra”, usada solamente por el Estado; mientras las personas e instituciones particulares debían usar otra bandera, una celeste y blanca pero sin el sol, llamada “bandera civil”, creando a veces confusión sobre quién y en qué ocasión debía enarbolar una u otra.
Tal situación en el uso del pabellón argentino comenzó en abril de 1944, con el decreto n.º 10302/1944, del presidente de facto Edelmiro J. Farrell. El texto del artículo 3.º del decreto decía: "Tienen derecho a usar la Bandera Oficial, el Gobierno Federal, los Gobiernos de Provincias y Gobernaciones. Los particulares usarán solamente los colores nacionales en forma de bandera, sin sol, de escarapela o de estandarte, debiéndoseles rendir siempre el condigno respeto", quedando claro que los particulares podían utilizar solamente los colores nacionales en forma de bandera, que no es lo mismo que poder utilizar la bandera.
En 1985 se dictó una ley nacional bajo el gobierno del presidente Raúl Alfonsín, la 23 208, que unificó el uso del estandarte patrio, y en el mes de agosto quedó la bandera «celeste y blanca con sol» como la única bandera nacional, para uso de todos los argentinos. Esta ley determina quiénes tienen derecho a usar la bandera oficial de la Nación. Establece en su artículo 1.º: «Tienen derecho a usar la Bandera Oficial de la Nación, el Gobierno Federal, los Gobiernos Provinciales y del Territorio Nacional de la Tierra del Fuego, Antártida e Islas del Atlántico Sur, así como también los particulares, debiéndosele rendir siempre el condigno respeto y honor.»

## Promesas a la bandera

### Para los soldados
El juramento a la bandera es un voto militar alusivo a la soberanía nacional cuya texto es como sigue:

Juráis a la Patria, seguir constantemente su bandera y defenderla hasta perder la vida
¡Sí, juro!
Quien toma el juramento / Soldado

### Para los escolares

#### Versión 1
Alumnos, la Bandera blanca y celeste no ha sido atada jamás al carro triunfal de ningún vencedor de la tierra. Alumnos, esa Bandera gloriosa representa a la Patria de los Argentinos. Prometáis rendirle vuestro más sincero y respetuoso homenaje, quererla con amor inmenso y formarle, desde la aurora de la vida un culto fervoroso e imborrable en vuestros corazones; preparándoos desde la escuela para practicar a su tiempo, con toda pureza y honestidad, las nobles virtudes inherentes a la ciudadanía, estudiar con empeño la historia de nuestro país y la de sus grandes benefactores a fin de seguir sus huellas luminosas y a fin también de honrar la Bandera y de que no se amortigüe jamás en vuestras almas el delicado y generoso sentimiento de amor a la Patria.
En una palabra: ¿prometéis lo que esté en las medidas de vuestras fuerzas que la Bandera Argentina flamee por siempre sobre nuestras murallas y fortalezas, en lo alto de los mástiles de nuestras naves y a la cabeza de nuestras legiones y para que el honor sea su aliento, la gloria su aureola, la justicia su empresa?
¡Sí, prometo!
Quien toma el juramento / Alumno

#### Versión 2
Alumnos, esta es la Bandera que creó Manuel Belgrano en los albores de nuestra libertad, simboliza a la República Argentina, nuestra Patria. Alumnos, es el símbolo de nuestra libre soberanía, que hace sagrados a los hombres y mujeres y a todos los pueblos del mundo. Convoca el ejercicio de nuestros deberes y nuestros derechos, a respetar las leyes y las instituciones. Es la expresión de nuestra historia forjada con la esperanza y el esfuerzo de millones de hombres y mujeres, los que nacieron en nuestra tierra y los que vinieron a poblarla al amparo de nuestra bandera y nuestra Constitución. Representa nuestra tierra y nuestros mares, nuestros ríos y bosques, nuestros llanos y montañas, el esfuerzo de sus habitantes sus sueños y realizaciones. Simboliza nuestro presente, en el que, día a día, debemos construir la democracia que nos ennoblece, y conquistar el conocimiento que nos libera; y nuestro futuro, el de nuestros hijos y el de las sucesivas generaciones de argentinos.
Alumnos, ¿prometen defenderla, respetarla y amarla, con fraternal tolerancia y respeto, estudiando con firme voluntad, comprometiéndose a ser ciudadanos libres y justos, aceptando solidariamente en sus diferencias a todos los que pueblan nuestro suelo y transmitiendo, en todos y cada uno de nuestros actos, sus valores permanentes e irrenunciables?
¡Sí, prometo!
Quien toma el juramento / Alumno

## Himnos a la bandera

### Aurora
Alta en el cielo, un águila guerrera,
audaz se eleva en vuelo triunfal,
azul un ala del color del cielo,
azul un ala del color del mar.
Así en el alta aurora irradial,
punta de flecha el áureo rostro imita,
y forma estela al purpurado cuello,
el ala es paño, el águila es bandera.
Es la bandera de la patria mía,
del sol nacida que me ha dado Dios;
Es la bandera de la patria mía,
del sol nacida que me ha dado Dios.
Es la bandera de la patria mía,
del sol nacida que me ha dado Dios.
Letra: Héctor Panizza
Música: Héctor Panizza

### Saludo a la bandera
Salve Argentina, bandera azul y blanca,
jirón del cielo en donde impera el sol;
tú, la más noble, la más gloriosa y santa,
el firmamento su color te dio.
Yo te saludo, bandera de mi patria,
sublime enseña de libertad y honor,
jurando amarte, como así defenderte,
mientras palpite mi fiel corazón.
Letra: Leopoldo Corretjer
Música: Leopoldo Corretjer

### Mi bandera
La canción «Mi bandera», muchas veces llamada «Himno a la bandera», fue compuesta por Juan Imbroisi, con letra de Juan Chassaing. A su vez, en todos los actos escolares, se escucha como ambiente para recibir el pabellón nacional y la bandera provincial correspondiente, junto con los abanderados y escoltas.
Aquí está la bandera idolatrada,
la enseña que Belgrano nos legó,
cuando triste la patria esclavizada
con valor sus vínculos rompió.
Aquí está la bandera esplendorosa
que al mundo con sus triunfos admiró,
cuando altiva en la lucha y victoriosa
la cima de los Andes escaló.
Aquí está la bandera que un día
en la batalla tremoló triunfal,
y llena de orgullo y bizarría
a San Lorenzo se dirigió inmortal.
Aquí está, como el cielo refulgente,
ostentando sublime majestad,
después de haber cruzado el continente,
exclamando a su paso: ¡Libertad!
¡Libertad! ¡Libertad!
Letra: Juan Chassaing
Música: Juan Imbroisi

## Banderas históricas de Argentina
Entre 1812 y 1813, Manuel Belgrano creó varios diseños de banderas, no quedando definitivamente establecido cuál fue el primero. Un modelo con colores invertidos a los actuales, es decir la franja celeste en el medio de dos blancas, podría ser el primero, conservado actualmente en el Museo Casa de la Libertad de Sucre, Bolivia. La bandera bicolor de dos franjas verticales, que se dice utilizada por Belgrano, luego fue usada por el Ejército de los Andes.
| Bandera | Fecha de adopción                                                | Fecha de desuso                 | Notas |
| ------- | ---------------------------------------------------------------- | ------------------------------- | --- |
|         | 25 de mayo de 1810                                               | Enero de 1815 (Aproximadamente) | Bandera usada por las Provincias Unidas como parte de la «Máscara de Fernando VII». |
|         | 27 de febrero de 1812                                            | 1812                            | Primera bandera Argentina izada por Belgrano en Rosario en 1812. |
|         | 1812                                                             | 1813                            | Bandera usada por Belgrano en 1813. Es una de las dos banderas de Macha y también es la bandera de la provincia de Tucumán desde el 13 de abril de 2010. |
|         | 13 de febrero de 1813 (no oficial) 26 de julio de 1816 (oficial) | 26 de julio de 1816 1818        | Primera bandera aprobada como oficial por las Provincias Unidas en 1816. |
|         | 1818                                                             | 25 de febrero de 1818           | Se agrega el Sol de Mayo |
|         | 25 de febrero de 1818                                            | 1820                            | El color pasa a ser azul-celeste «en el modo y forma hasta ahora acostumbrada». |
|         | 1820                                                             | 1829                            | La bandera recupera su color celeste. |
|         | 1829                                                             | 13 de abril de 1836             | Juan Manuel de Rosas decide oscurecer el color celeste de la bandera en un intento por diferenciarla de la bandera del Partido Unitario. Marcando la caída de la República y el inicio de la Confederación.                                                                                               |
|         | 13 de abril de 1836                                              | 1852                            | El color de la bandera fue modificada de un azul oscuro a azul turquí y se añaden cuatro gorros frigios rojos, uno en cada esquina, el sol cambia su color a rojo. El color azul oscuro ya estaba siendo usado en las provincias subscriptas al Pacto Federal. Conocida como la «Argentina del Sol Rojo». |
|         | 1852                                                             | 1861                            | Bandera utilizada por el Estado de Buenos Aires mientras luchaba contra la Confederación Argentina. |
|         | 1852                                                             | 1862                            | Los picos son removidos y la orientación de los gorros frigios es modificada. |
|         | 1862                                                             | 2010                            | La bandera adopta los mismos colores que los de hoy en día tras la caída de la Confederación. |
|         | 2010                                                             | Presente                        | Ligeras remodelaciones a la actual bandera de la República Argentina |

## Otras banderas

Estandarte presidencial de Argentina, utilizada desde 1904.
Bandera presidencial de Argentina más usada.
Pabellón de proa de la Armada Argentina.
Distintivo de cola de la Aviación Naval Argentina
Variación del Distintivo de cola de la Aviación  Naval Argentina
Bandera de la Gendarmería Nacional Argentina
Bandera de la Prefectura Naval Argentina, usada desde 1924
Bandera de la Libertad Civil, creada el 25 de mayo de 1813 por el General Manuel Belgrano y entregada por él mismo al pueblo de Jujuy en reconocimiento del valor demostrado en el Éxodo Jujeño, Batallas de Tucumán y de Salta. El paño original está exhibido en el Salón de la Bandera de la Casa de Gobierno jujeña. Es también la Bandera de la Provincia de Jujuy y la única bandera provincial creada por Belgrano.
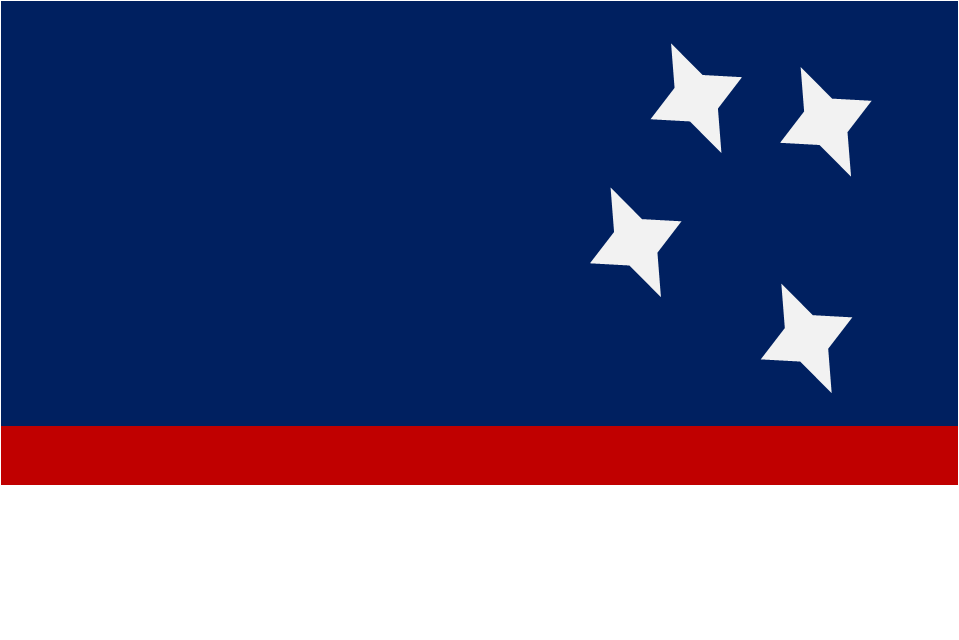
Propuesta de bandera para la Patagonia argentina
Pabellón naval (nunca confeccionada) conocida como «Bandera de Pueyrredón»

### Banderas provinciales
Las provincias que componen la República Argentina tienen sus propias banderas. Las más antiguas corresponden a las provincias del Litoral que sostuvieron la causa federal durante las Guerras Civiles, más tarde, las demás provincias crearon sus propias enseñas y actualmente hay 23 banderas provinciales. La actual República Oriental del Uruguay, actualmente un estado independiente, formó parte de las Provincias Unidas desde 1810 hasta 1828 y utilizó tres banderas diferentes en ese período. 

#### En vigencia

Bandera de la Provincia de Buenos Aires
Bandera de Catamarca
Bandera del Chaco
Bandera del Chubut
Bandera de Córdoba
Bandera de Corrientes
Bandera de Entre Ríos
Bandera de Formosa
Bandera de Jujuy
Bandera de La Pampa
Bandera de La Rioja
Bandera de Mendoza
Bandera de Misiones
Bandera del Neuquén
Bandera de Río Negro
Bandera de Salta
Bandera de San Juan
Bandera de San Luis
Bandera de Santa Cruz
Bandera de Santa Fe
Bandera de Santiago del Estero
Bandera de Tierra de Fuego, Antártida e Islas del Atlántico Sur
Bandera de Tucumán

#### Históricas

Bandera de Corrientes (1814)
Bandera de Córdoba (1815)
Bandera de la Provincia Oriental (1815)
Bandera de Corrientes (1815-1821)
Bandera de Entre Ríos (1820-1821)
Bandera de Corrientes (1820-1821)
Bandera de Tucumán (1820-1821)
Bandera de la Provincia Oriental (1815-1817)
Bandera de la Provincia Oriental (1825-1828)
Bandera de Córdoba (1815-1825)
Bandera de Misiones (1815-1827)
Bandera de Santa Fe (1815-1819)
Bandera de Santa Fe (1819-1821)
Bandera de Santa Fe (1821-1825)
Bandera de Entre Ríos (1833-1853)
Bandera de Tucumán (1812-1814)
Bandera de Tucumán (1814-1820)
Bandera de Jujuy (1813-actualidad)
Bandera de Tucumán (1995-2010)
Bandera de Córdoba (2010-2014)
Bandera de San Juan (1997-2018)

### Bandera de la Ciudad Autónoma de Buenos Aires

Bandera de la Ciudad de Buenos Aires

La Ciudad de Buenos Aires  no es una provincia ni pertenece a ninguna otra, si bien fue la principal ciudad de la provincia de Buenos Aires, hasta 1880, año en que fue federalizada para servir como capital. Desde 1994, posee un régimen de «gobierno autónomo» con facultades propias legislativas y jurisdiccionales, de rango constitucional.
El 28 de septiembre de 1995 se estableció como bandera oficial de la ciudad la formada por paño blanco llevando en el centro el escudo creado por Juan de Garay en 1580, integrado por un águila negra coronada, con cuatro aguiluchos y una cruz colorada en su garra derecha, conocida como Cruz de Calatrava. Sus proporciones son 9:14 (1,4 metros de largo por 0,90 metros de alto), ubicándose el escudo de forma centrada.

## Banderas inspiradas en la de Argentina

### América Central
La bandera de las Provincias Unidas del Centro de América se enarboló por primera vez en la lucha por la independencia contra España el 4 de julio de 1818, cuando el corsario de origen francés Louis-Michel Aury, al mando de una flotilla colombiana proclamó el primer estado centroamericano independiente en unas islas frente a la costa este de Nicaragua. Esta enseña tenía los colores de la bandera argentina, pero con un escudo diferente en el centro. En 1822 el general salvadoreño Manuel José Arce, quien se oponía a la anexión de Centroamérica por parte del Imperio Mexicano, le pidió a su esposa María Felipa Aranzamendi y a su hermana Manuela Antonia que confeccionaran un pabellón con los colores blanco y celeste en homenaje a la bandera que fue plantada como símbolo de la libertad en las costas centroamericanas. Dicha bandera fue bendecida el 20 de febrero de 1822, y enarbolada durante las numerosas batallas que llevó a cabo contra las tropas imperiales.
Anteriormente, la bandera de las Provincias Unidas del Río de la Plata ya había flameado en las costas centroamericanas del Pacífico entre marzo y abril de 1819, durante la expedición de corso de la fragata La Argentina, al mando de Hipólito Bouchard. 
De la bandera creada por Arce, derivan las demás banderas de los estados independientes de América Central.

Bandera de las Provincias Unidas del Centro de América (1823-1824).
Bandera de la República Federal de Centro América (1824-1839).
Bandera del Estado Libre de Costa Rica (1842-1848).
Bandera de El Salvador desde 1912.
Bandera de Honduras desde 1949 (modificado en 2022).
Bandera de Guatemala desde 1968.
Bandera de Nicaragua desde 1971.

### Uruguay
El pabellón nacional de la República Oriental del Uruguay fue adoptada por ley de la Asamblea General Constituyente y Legislativa el 18 de diciembre de 1828 y modificada en 1830. Consta de cuatro franjas horizontales de igual tamaño en fondo blanco, y un Sol de Mayo con dieciséis rayos, ocho rectos y ocho flamígeros alternados, en el cantón superior izquierdo. Las franjas representan a los nueve departamentos originales que conformaban el país al momento de su independencia y los colores se inspiran en los de bandera argentina.  Las otras dos banderas de la República, a saber la Bandera de Artigas y la Bandera de los Treinta y Tres, usadas cuando la República era parte de las Provincias Unidas, también basan sus colores en la enseña creada por Manuel Belgrano. 